# دهه ۱۸۴۰ (میلادی)

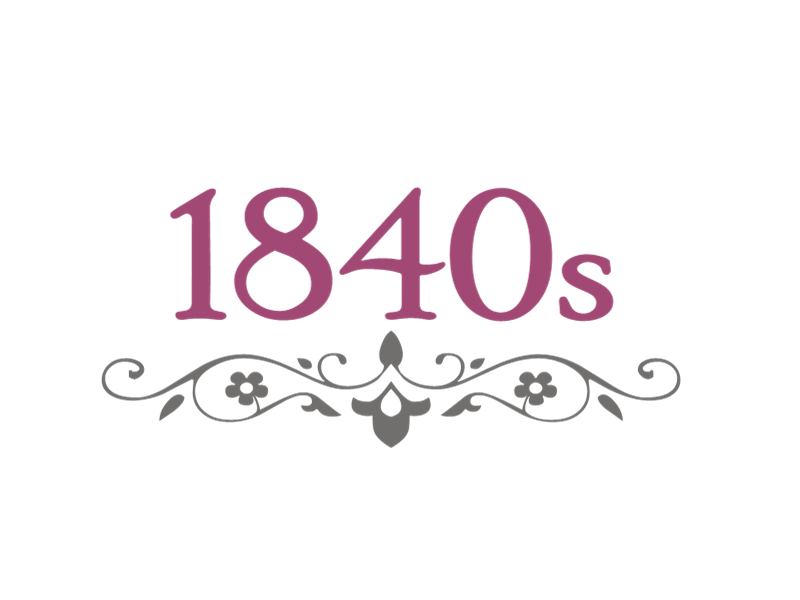

دهه ۱۸۴۰ (میلادی) صد و هشتاد و چهارمین دهه تقویم میلادی است.

## درگذشتگان
‎